# Senantes (Oise)
Senantes é uma comuna francesa na região administrativa de Altos da França, no departamento de Oise. Estende-se por uma área de 19,94 km². Em 2010 a comuna tinha 620 habitantes (densidade: 31,1 hab./km²).